# Jean-François Dandrieu
Jean-François Dandrieu, född omkring 1684 i Paris, död 17 januari 1738 i Paris, var en fransk tonsättare.
Dandrieu var från 1724 kunglig kapellmästare. Han var en av de främsta tonsättarna inom fransk pianomusik efter François Couperin. Han är främst känd som kompositör av tre band Pièces de clavecin (1724-34), Pièces d'orgue (1729) och av kammarmusik (triosonater, opus 1, 1705 och violinsonater, opus 2, 1710).